# 8946 Yoshimitsu
8946 Yoshimitsu (1997 CO) là một tiểu hành tinh vành đai chính được phát hiện ngày 1 tháng 2 năm 1997 bởi T. Kobayashi ở Oizumi.